# Opération Infinite Reach
L'opération Infinite Reach est le nom de code d'une campagne de bombardements américaines à l'aide de 79 BGM-109 Tomahawk contre des bases terroristes en Afghanistan et une usine pharmaceutique au Soudan le 20 août 1998.

## Contexte
Ces attaques vinrent en réponse aux attentats des ambassades américaines en Afrique qui firent 224 morts (dont 12 américains) et plus de 5 000 blessés.

## Attaques des camps en Afghanistan

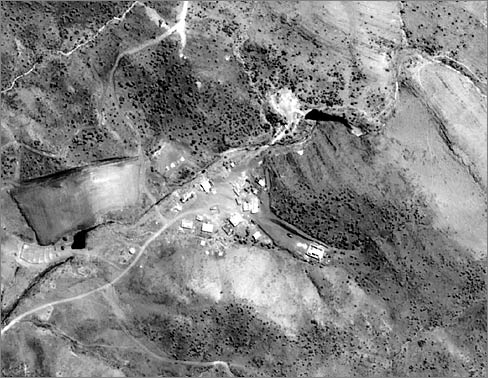
Image satellite du camp d'entrainement de Zhawar Kili en 1998.

Environ 75 missiles de croisière BGM-109 Tomahawk tirés d'une quinzaine de bâtiments de l'US Navy touchèrent 4 camps d'entraînement en Afghanistan, aux alentours de Khost et Jalalabad : trois camps dans la zone de Jarawah près de Khost, dont un, El Farouq, entraînant principalement des Arabes afghans, et le camp Al Badr à une quinzaine de kilomètres à l'ouest dans lequel s'entraînaient aussi des Arabes afghans et qui était dirigé par Oussama ben Laden. Le camp de Khost, Zawhar Kili, était vraisemblablement la scène d'une réunion entre « hauts responsables des miliciens islamistes et des groupes terroristes liés à ben Laden » et était vu par le renseignement pakistanais comme un sommet organisé par ben Laden. Cependant, le fait que ben Laden y participe était incertain, mais l'attaque fut partiellement conduite dans l'espoir qu'il y participe et qu'il y soit tué. Après l'attaque, la CIA apprit que ben Laden était présent à Zawhar Kili, mais qu'il avait quitté la réunion quelques heures avant que les missiles ne touchent leur cible.
Selon un journaliste pakistanais Ahmed Rashid, le camp Al Badr contrôlé par ben Laden et dirigé par le groupe pakistanais Harakat ul-Mujahidin était la cible principale. Cependant, Harakat ul-Mujahidin s'y entraînait pour combattre les forces armées indiennes au Jammu-et-Cachemire, et non les troupes américaines. Selon Rashid, 20 Afghans, 7 Pakistanais, 3 Yéménites, 2 Égyptiens, 1 Saoudien et 1 Turc furent tués. Cinq des Pakistanais étaient des officiers de l'Inter-Services Intelligence en mission d'instruction mais d'autres sources parlent de seulement une demi-douzaine de tués. Ces pertes humaines relativement faibles sont dues au fait que les missiles tirés étaient armés d'ogives unitaires anti-structurelles, et non de sous-munitions anti-personnel plus adaptées à ce type de missions, les navires n'ayant pas eu le temps d’être réarmés avant la date de l'opération.
Le président des États-Unis Bill Clinton annonça les attaques à la télévision, déclarant que le camp de Khost était « une des bases terroristes les plus actives dans le monde », ajoutant qu'il « veut que le monde comprenne que nos actions aujourd'hui n'était pas dirigées contre l'islam » qu'il qualifia de « grande religion ».
Plusieurs cependant, y compris ben Laden, y virent un moyen de détourner l'attention du scandale Monica Lewinsky. Le 17 août, trois jours avant les frappes de missiles, Clinton admit dans un discours présidentiel à la nation qu'il avait eu une relation inappropriée avec la stagiaire de la Maison Blanche Monica Lewinsky. Un motif additionnel pour les frappes pouvait être de communiquer une sorte d'avertissement indirect à l'attention de l'Inde et du Pakistan, dans l'espoir de décourager ces deux pays de leurs nouvelles politiques nucléaires militaire, auxquelles s'opposaient nombre de pays occidentaux.
Conséquence indirecte de ces frappes, en juillet et août 1998, deux missiles de croisière américains Tomahawk, tombés en territoire pakistanais sont retrouvés quasiment intacts dans le sud de ce pays et ont probablement subi une rétro-ingénierie fournissant ainsi d'importantes informations pour le programme de missile Hatf 7 dévoilé lors de son tir d'essai en 2005.

## Bombardement d'Al-Shifa et controverse

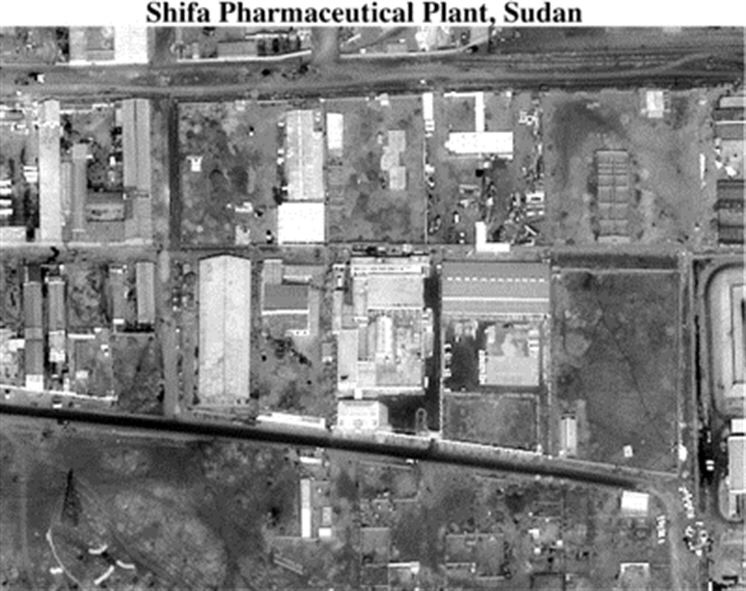
Photo satellite de l'usine pharmaceutique d'Al-Shifa au Soudan ciblé lors de l'attaque.

Quatre missiles de croisières BGM-109 Tomahawk furent lancés depuis des navires de guerre américains positionnés dans la mer Rouge. Plusieurs touchèrent l'usine pharmaceutique d'Al-Shifa à Bahri au Soudan, que les États-Unis accusaient d'aider Oussama ben Laden, le cerveau des attentats des ambassades, à se procurer des armes chimiques. Un homme mourut et 10 autres furent blessés dans l'attaque.
Puis, le membre du Conseil de sécurité nationale Richard Clarke déclara que des preuves existantes liaient Oussama ben Laden aux opérateurs d'Al-Shifa, à savoir des experts irakiens du gaz innervant et le Front national islamique au Soudan. Le gouvernement du Soudan demanda par la suite des excuses à l'administration Clinton, puis Bush, sans qu'une seule ne réagisse, le renseignement américain croyant apparemment toujours que l'usine avait des liens avec des armes chimiques.
Selon un témoignage de William Cohen, « … la communauté du renseignement américaine obtint des preuves matérielles de l'extérieur du complexe d'Al-Shifa au Soudan, qui confirmaient des craintes de longue date, sur son rôle potentiel dans la production d'armes chimiques qui pourraient être utilisées par al-Qaeda ».
Des officiels reconnurent cependant plus tard « que les preuves que porta le président Clinton pour ordonner les frappes de missiles sur le complexe de Shifa n'étaient pas aussi solides que ce qui avait été annoncé. En fait, des officiels dirent plus tard qu'il n'y avait aucune preuve que le complexe fabriquait ou stockait du gaz innervant, comme initialement suspecté par les Américains, ou qui menait à Oussama ben Laden, qui fut résident de Khartoum dans les années 1990 ».
Malheureusement, l'usine était la source première de médicaments au Soudan, couvrant la majorité du marché soudanais. Werner Daum, ambassadeur allemand au Soudan de 1996 à 2000 écrivit un article dans lequel il estima que l'attaque « provoqua probablement des dizaines de milliers de morts » civils soudanais. Le Bureau du renseignement et de la recherche (en) écrivit un rapport en 1999 mettant en question l'attaque de l'usine, suggérant que les connexions avec Oussama ben Laden n'étaient pas confirmées.

## Réactions
En Afghanistan, les Taliban dénoncèrent le bombardement comme dirigé contre le peuple afghan. Le mouvement nia les accusations de havre de paix pour ben Laden et déclara que le raid ne fit que des victimes civiles.
 Des milliers de manifestants parcoururent les rues de Khartoum. Le Ministre de l'Information du Soudan condamna brutalement l'attaque et traita Bill Clinton de "menteur" à "100 maitresses". Le président du Soudan Omar al-Bashir dirigea un rallye anti-américain et averti que son pays « se réservait le droit de répondre de l'attaque américaine par toutes les mesures nécessaires ».
 Oussama ben Laden s'engagea à attaquer les États-Unis à nouveau. Ayman al-Zawahiri téléphona à un reporter de Newsweek, déclarant que « La guerre venait juste de commencer; les américains doivent maintenant attendre la réponse ».
 Le groupe islamique pakistanais Harakat ul-Mujahidin menaça également de répliquer, déclarant « Les Américains et les juifs doivent maintenant se préparer pour leur destruction. Tout […] Musulmans du monde… ont maintenant déclarés qu'ils mèneront une guerre sainte contre l'Amérique. »
 Le secrétaire général des Nations unies Kofi Annan déclara être « concerné par ces développements, et attendre de futurs détails ».
 Le premier ministre australien John Howard déclara que les États-Unis avaient le droit de répondre aux attaques de leurs ambassades en Afrique.
 Le premier ministre britannique Tony Blair déclara qu'il supportait « fermement » les frappes américaines.
 Cuba déclara que « le président Clinton a ignoré la souveraineté du Soudan et de l'Afghanistan et a lancé un bombardement théâtral afin d'éclipser son récent scandale sexuel ».
 Le chancelier allemand Helmut Kohl déclara que son gouvernement supportait les frappes américaines.
 L'Irak déclara être « prêt à coopérer avec chaque pays arabe ou international pour confronter la politique hostile des États-Unis ». 
 Le premier ministre d'Israël Benjamin Netanyahu dit qu'il « accueillait favorablement la décision américaine de frapper des cibles terroristes au Soudan et en Afghanistan ».
 Mouammar Kadhafi, dirigeant de la Jamahiriya arabe libyenne, fit part de son soutien dans les efforts du Soudan « dans leur combat contre cette agression » et mena une manifestation anti-américaine à Tripoli. 
 Le Pakistan dénonça les frappes américaines comme une violation de l'intégrité territoriale de deux pays islamistes.
 Le président russe Boris Eltsine condamna les actions américaines comme « déshonorables » et déclara que Washington « aurait dû mener les négociations à leur terme », mais son porte-parole Sergei Yastrzhembsky déclara que « la Russie et les États-Unis sont dans le même bateau en tout ce qui concerne le combat contre le terrorisme mondial ».
 Le vice-président de la République tchétchène d'Itchkérie Vakha Arsonov déclara que par l'attaque du Soudan et du Pakistan, les États-Unis ont lancé une « troisième guerre mondiale non déclarée », menaçant d'attaquer les américains partout dans le monde, et que Clinton avait été mis sur la liste des « personnes recherchés » pour crime contre le peuple islamique et qu'il serait jugé selon les lois de la Charia.
 « En représailles », un groupe nommé « Musulmans contre l'oppression globale », plus tard connu sous le nom People Against Gangsterism and Drugs, fit exploser une bombe au restaurant Planet Hollywood au Cap, en Afrique du Sud le 25 août, tuant deux personnes et en blessant 26.